# Parco nazionale Nordvest-Spitsbergen
Il parco nazionale Nordvest-Spitsbergen è un parco nazionale della Norvegia, nella contea delle Isole Svalbard. È stato istituito nel 1973 e occupa una superficie di 9.914 km², di cui 3.683 km² sulla  terraferma e 6.231 km² in acqua.